# Буронсон
Буронсон (яп. 武論尊), а также Сё Фумимура (яп. 史村 翔 Фумимура Сё:) — псевдонимы Ёсиюки Окамуры (яп. 岡村 善行 Окамура Ёсиюки), японский писатель, создающий сценарии для манги. Наиболее известен благодаря своей работе «Кулак Полярной звезды», выходившей с 1983 по 1988 год. В 2002 году вместе с Рёити Икэгами он получил премию Shogakukan Manga Award за мангу Heat.

## Биография
Буронсон родился под именем Ёсиюки Окамура (яп. 岡村 善行 Окамура Ёсиюки) 16 июня 1947 года в городе Саку префектуры Нагано. В 1967 году он выпустился из тренировочной школы воздушных сил самообороны Японии и начал работать как механик радаров. В 1969 году он был уволен из флота и вскоре стал ассистентом мангаки по имени Хироси Мотомия. Он начал свою карьеру в манга-индустрии, когда написал сюжет Pink Punch: Miyabi в 1972 году, который проиллюстрировал Горо Сакаи. В 1975 году Буронсон создал свою первую известную работу The Doberman Detective, иллюстрируемую Синдзи Хирамацу.
Манга «Кулак Полярной звезды» стала самой известной работой Буронсона, её издание началось в 1983 году, а иллюстрациями к ней занимался Тэцуо Хара. В 1989 году его история Ourou начала издаваться в журнале Animal Magazine, иллюстрируемая Кэнтаро Миурой, а в 1990 году вышел её сиквел Ourou Den. Также Окамура работал совместно с Рёити Икэгами над множеством работ, таких как Strain, Odyssey и Sanctuary. Среди других его крупных работ есть Phantom Burai с иллюстрациями Каору Синтани.
В 2011 году он вошёл в состав жюри 56-й Shogakukan Manga Award.
Псевдоним «Буронсон» Окамура взял себе в честь американского актёра Чарльза Бронсона.

## Работы

### Под псевдонимом Буронсон
- Pink Punch Miyabi (1974, иллюстратор Горо Сакаи)
- Doberman Detective (1975–1979, 18 томов, иллюстратор Синдзи Хирамацу)
- Holdup (1982, иллюстратор Хикари Юдзуки)
- «Кулак Полярной звезды» (1983–1988, 27 томов, иллюстратор Тэцуо Хара)
- Mammoth (1985—1988, иллюстратор Такаки Конари)
- Maji da yo!! (1987—1988, иллюстратор Хикару Юдзуки)
- Ourou (1989, иллюстратор Кэнтаро Миура)
- Ourou Den (1990, иллюстратор Кэнтаро Миура)
- Japan (1992, 1 том, иллюстратор Кэнтаро Миура)
- Mushimushi Korokoro (с 1993 до 1996, 11 томов, иллюстратор Цуёси Адати)
- Strain (с 1997 до 1998, 5 томов, иллюстратор Рёити Икэгами)
- Heat (с 1999 до 2004, 17 томов, иллюстратор Рёити Икэгами)
- Go For Break (2000, 3 тома, иллюстратор Цуёси Адати)
- Fist of the Blue Sky (с 2001 до 2010, 22 тома, иллюстратор Тэцуо Хара)
- Rising Sun (2002, 3 тома, иллюстратор Токихико Мацуура)
- G -Gokudo Girl- (с 2003 до 2004, 5 томов, иллюстратор Хидэнори Хара)
- Lord (с 2004 до 2011, 22 тома, иллюстратор Рёити Икэгами)

### Под псевдонимом Сё Фумимура
- Gorō-kun Tōjō (1972, иллюстратор Ё Хасэбэ)
- Phantom Burai (1978–1984, иллюстратор Каору Синтани)
- Ring no Takaō (1979, иллюстратор Дзиро Кувата)
- Oh! Takarajika (1981—1983, иллюстратор Синдзи Оно)
- Wild Way (1982, иллюстратор Дайсукэ Иноуэ)
- Ten made Agare' (1982, иллюстратор Тацуо Канаи)
- Mad Dog (1983, иллюстратор Кэй Такадзава)
- Chu-high LEMON (1983—1988, иллюстратор Цутому Синохара)
- Dr. Kumahige (1988, иллюстратор Такуми Нагаясу)
- Shogun (1988—1991, иллюстратор Дзюдзо Токоро)
- Migi-muke Hidari (1989—1991, иллюстратор Синъити Сугимура)
- Human
- Sanctuary (1990–1995, 12 томов, иллюстратор Рёити Икэгами)